# Billie Gillespie
William „Billie“ Gillespie (* 2. Oktober 1873 in Glasgow; † 1942 in Lynn, Massachusetts) war ein schottischer Fußballspieler.

## Sportlicher Werdegang
Gillespie spielte für den FC Strathclyde im schottischen Fußball, ehe er 1895 gemeinsam mit seinem von Leith Athletic kommenden älteren Bruder Matthew Gillespie zu Lincoln City in die Second Division der English Football League stieß. Mit dem Klub stand er während der Spielzeit 1896/97 im Tabellenkeller, hatte aber den Ligakonkurrenten Manchester City auf sich aufmerksam gemacht und schloss sich diesem im Januar 1897 an. An der Seite von Billy Meredith avancierte er zum regelmäßigen Torschützen und führte den Klub als mit 18 Saisontreffern vereinsintern bester Torschütze in der Spielzeit 1897/98 auf den dritten Tabellenplatz. Im folgenden Jahr gelangen ihm 17 Tore, der Klub stieg als Zweitligameister in die  First Division auf. Am Ende der Spielzeit 1901/02 stieg der Klub als Schlusslicht trotz 15 Saisontreffern Gillespies wieder in die Zweitklassigkeit ab. In der Zweitliga-Saison 1902/03 erzielte er 30 der 95 Saisontore des Klubs, damit krönte er sich zum Zweitliga-Torschützenkönig und war maßgeblich am Wiederaufstieg als Zweitligameister beteiligt. Hinter Titelverteidiger The Wednesday wurde er mit dem Aufsteiger in der Spielzeit 1903/04 Vizemeister, mit 18 Toren war er erneut vereinsintern bester Torschütze. Zudem erreichte die Mannschaft im FA Cup 1903/04 das Endspiel, beim 1:0-Erfolg über die Bolton Wanderers und den damit verbundenen ersten Gewinn einer nationalen Trophäe war Sturmpartner Meredith der entscheidende Torschütze.
Nach dem dritten Platz in der Spielzeit 1904/05 ergab eine Untersuchung der The Football Association im Zusammenhang mit Bestechungsvorwürfen, dass Manchester City seinen Spielern teilweise mehr als die zulässige Höchstsumme von vier Pfund zahlte. Der Klub und die Spieler wurden zu Geldstrafen sowie teilweise Sperren verurteilt. Gillespie verweigerte die Zahlung und emigrierte später in die Vereinigten Staaten, wo er unter anderem als Fußballtrainer tätig war.